# Takabisha
Takabisha (jap. 高飛車) – stalowa kolejka górska firmy Gerstlauer zbudowana w parku rozrywki Fuji-Q Highland w Japonii. Posiada spadek o kącie pochylenia wynoszącym 121°. Do dnia 25 października 2019 roku kolejka o najbardziej stromym pierwszym spadku na świecie, kiedy utraciła ten rekord na rzecz otwartej w amerykańskim parku Nickelodeon Universe kolejki TMNT Shellraiser tego samego producenta o kącie spadku 121,5°. Kolejka o napędzie hybrydowym – łączy technologię napędu elektromagnetycznego (Launch Coaster) z tradycyjnym wyciągiem łańcuchowym.

## Opis przejazdu
Po opuszczeniu stacji pociąg wjeżdża do zaciemnionego tunelu gdzie pokonuje pierwszą z inwersji – heartline roll (rodzaj beczki), po czym natychmiast przyspiesza dzięki napędowi elektromagnetycznemu do 100 km/h w ciągu 2 sekund. Pokonuje korkociąg, inwersję zwaną banana roll oraz jeszcze jeden korkociąg. W dalszej części trasy pociąg przejeżdża przez dwa wzniesienia, po czym zostaje wyhamowany i wraca w okolicę stacji. Zamiast zakończyć przejazd, pociąg wykonuje gwałtowny zwrot o 180° w prawo i rozpoczyna wjazd na pionowy wyciąg łańcuchowy, z którego spada pod rekordowym kątem 121°. Następnie pokonuje po wewnętrznej stronie pionowe wzniesienie (tzw. top hat) oraz figurę zwaną immelmannem, po czym wraca na stację.